# Yağmurlu, Kestel
Yağmurlu là một xã thuộc quận Kestel, tỉnh Bursa, Thổ Nhĩ Kỳ. Dân số thời điểm năm 2011 là 73 người.